# 中野貫一
中野 貫一（なかの かんいち、1846年10月27日(弘化3年9月8日) - 1928年(昭和3年)2月25日）は、日本の石油王。長男は数寄者の中野忠太郎。中野家は新潟県の新津油田を中心に発展した。

## 経歴
貫一は7歳の時から7年間、新潟県医学会の先駆者といわれた本多文明・敬斎父子の家塾で学び、父の死後、14歳にて庄屋職を継ぎ公務を努める。1873年（明治6年）、「日本坑法」が公布されるとただちに新潟県庁に石油試掘を出願。許可を得て採掘をはじめ、翌年、少量の発掘に成功。1903年、商業規模の油田を掘り当てる。1910年の最盛期には新津油田は年産高約17万klに達し、名実とも日本一になった。1911年から帝国議会衆議院議員（憲政会）。1918年に中野財団を設立、教育や社会福祉事業を始める。号は鶴堂。
現在、採油一帯は「石油の里」として整備され、1997年からは邸宅及び庭園が中野邸記念館として開放されている。